# Weinsbach (Epbach)
Der Weinsbach ist ein Bach im Stadtgebiet von Öhringen im baden-württembergischen Hohenlohekreis, der nach etwa 23⁄4 km langem Lauf insgesamt nach Süden im Öhringer Dorf Eckartsweiler von rechts in den unteren Epbach mündet.

## Geographie

### Verlauf
Der Weinsbach entsteht in der Stadtteilgemarkung Eckartsweiler von Öhringen etwa 0,8 km nordnordwestlich des Weilers Weinsbach bei einem Wasserbehälter am Fuchsfeld auf etwa 279 m ü. NHN. Der Bach läuft, abschnittsweise an und in einer Feldhecke, anfangs südwestwärts in natürlicher Mulde und begleitet von einem Feldweg und wendet sich in der Folge mehr und mehr südwärts. Bald steht, den Gehölzabschnitten untergemischt, zwei bis drei Meter breit Schilfröhricht am Bach.
Nach etwa dreihundert Metern an dem Ursprung entfernt sich der nah begleitende Feldweg zum rechten Hang und der Weinsbach fließt nun südostwärts auf den Ortsanfang von Weinsbach zu, er schlängelt sich nun leicht in einer Gehölzgalerie und hat in der Folge bis zu drei Meter Sohlbreite. Am Eintritt in die Ortsflur des Weilers läuft von Nordosten her ein etwa halbkilometerlanger, zumeist gehölzbegleiteter Nebenbach vom Oberen Feld her zu und der Weinsbach fließt nun stark geschlängelt und unter Bäumen südwärts durch den Ort, dessen größerer, alter Teil rechtsseits steht, während der neuere linksseits von der über einem Rohr den Bach querenden Hauptstraße erschlossen wird.
Kurz nach der Straßenquerung fließt aus dem Ostnordosten ein weiterer, etwa halbkilometerlanger Nebenbach zu. Am Ortsende quert dann die A 6 das Tal und kurz danach die Bahnstrecke Heilbronn-Crailsheim, der Weinsbach fließt dort geradlinig durch die Dämme der Verkehrswege.
Danach schlängelt sich der nun zwei bis vier Meter breit nach Südwesten fließende Bach stark und bildet sogar kleinräumige Mäander aus, im Begleitgehölz dominieren die Eschen. Das Sediment ist erdig, manchmal kiesig und sogar steinig. Gleich zu Anfang fließt der wiederum etwa halbkilometerlange Reistenbach aus dem Osten zu.
Am Ortsanfang von Eckartsweiler tritt die in Fortsetzung der Weinsbacher Hauptstraße auf dem rechten Hang laufende K 2353 ans rechte Ufer. Auf den letzten etwa 300 Metern im Dorf wechselt der weiterhin offen und etwa auf Südkurs fließende Bach zweimal die Straßenseite. Dann ergießt er sich auf etwa 238 m ü. NHN von rechts in den untersten Epbach.
Der Weinsbach mündet nach 2,7 km langem Lauf mit mittlerem Sohlgefälle von etwa 15 ‰ etwa 41 Höhenmeter unterhalb seines Ursprungs am Wasserreservoir.

### Einzugsgebiet
Der Weinsbach hat ein 4,0 km² großes Einzugsgebiet, das naturräumlich zum Öhringer Ebene genannten Teil des Unterraums Westliche Hohenloher Ebene der Hohenloher und Haller Ebene gehört. Am höchsten ist es an der nordöstlichen Wasserscheide, einem maximal 313,5 m ü. NHN erreichenden Hügelrücken. Es gibt darin keinerlei Wald und abgesehen von schmalen wiesenbedeckten Talauen und etwas Obstwiesen im Weichbild der Orte wird es fast vollständig als Ackerland genutzt.
Der größte Teil des Gebietes gehört zur Stadtteilgemarkung Eckartsweiler der Stadt Öhringen, worin der Weiler Weinsbach am Mittellauf und das Dorf Eckartsweiler an der Mündung liegen. Ein schmaler Gebietskeil mit dem Weiler Klumpenhof darin gehört zur zentralen Stadtteilgemarkung von Neuenstein und ragt von Osten her bis fast an den Lauf.
Reihum grenzen die Einzugsgebiete der folgenden Nachbargewässer an:
- Jenseits der langen nordöstlichen Wasserscheide fließt der Hirschbach zur Sall, einem Zufluss des Kochers;
- im Südosten entwässert die Haberklinge kurz vor dem Weinsbach in den Epbach, dessen Abfluss über die Ohrn unterhalb der Sall den Kocher erreicht;
- im Südwesten liegt außer dem Einzugsgebiet des untersten Epbachs auch das des Ströllerbachs an, der gleich nach diesem in die Ohrn mündet;
- die lange westliche Wasserscheide verläuft gegen den Maßholderbach und seine linken Zuflüsse.

### Zuflüsse
Liste der Zuflüsse von der Quelle zur Mündung. Gewässerlänge, Einzugsgebiet und Höhe nach den entsprechenden Layern auf der Onlinekarte der LUBW. Andere Quellen für die Angaben sind vermerkt.
Ursprung des Weinsbachs auf etwa 279 m ü. NHN ca. 0,8 km nordnordwestlich von Öhringen-Weinsbach bei einem Wasserbehälter am Fuchsfeld.
- (Bach vom Oberen Feld), von links und Nordosten auf 264,5 m ü. NHN[LUBW 6] am Ortsanfang von Weinsbach, ca. 0,5 km[LUBW 7] und ca. 0,3 km². Entsteht auf etwa 288 m ü. NHN nahe an einer Hochspannungstrasse.
- (Bach aus den Bubenwiesen), von links und Ostnordosten auf etwa 260 m ü. NHN in Weinsbach, 0,5 km und ca. 0,6 km². Entsteht auf etwa 278 m ü. NHN.
- Reistenbach, von links und Osten auf etwa 249 m ü. NHN etwa 200 Meter nach der Unterquerung der A 6, 0,5 km und ca. 1,1 km². Entsteht auf etwa 267 m ü. NHN an der Nordostseite der Bahnstrecke Heilbronn–Crailsheim.

Mündung des Weinsbachs von rechts und zuallerletzt Nordwesten auf etwa 238 m ü. NHN in Öhringen-Eckartsweiler vor der Bachbrücke von rechts in den unteren Epbach. Der Bach ist 2,7 km lang und hat ein 4,0 km² großes Einzugsgebiet.

## Geologie
Der Weinsbach läuft fast auf ganzer Länge in Schichthöhe des Lettenkeupers (Erfurt-Formation). Erst zuletzt in Eckartsweiler streicht an den Unterhängen Unterhang der Obere Muschelkalk aus. Auf den Höhen über den Talzügen ist der Lettenkeuper mit Lösssediment aus quartärer Ablagerung überdeckt. In den Mulden der Wasserläufe und selbst in trockenen Seitenmulden liegt teils recht breit holozänes Schwemmland.

## Natur und Schutzgebiete
Unterhalb des Weilers Weinsbach erstreckt sich ein großes Wasserschutzgebiet vom Öhringen im Westen über die Wasserscheide her bis ans rechte Ufer des Weinsbachs.

## Tourismus
Der Georg-Fahrbach-Weg des Schwäbischen Albvereins auf seiner Etappe zwischen Niedernhall und Öhringen tritt nördlich von Weinsbach ins Weinsbachtal ein und verläuft dann bis kurz vor Eckartsweiler rechtsseits des Baches im Tal oder auf der Randhöhe.

### LUBW
Amtliche Online-Gewässerkarte mit passendem Ausschnitt und den hier benutzten Layern: Lauf und Einzugsgebiet des Weinsbachs

Allgemeiner Einstieg ohne Voreinstellungen und Layer: Daten- und Kartendienst der Landesanstalt für Umwelt Baden-Württemberg (LUBW) (Hinweise)
1. 1 2 3  Höhe nach dem Höhenlinienbild auf dem Hintergrundlayer Topographische Karte.
2. 1 2  Länge nach dem Layer Gewässernetz (AWGN).
3. 1 2  Einzugsgebiet nach dem Layer Basiseinzugsgebiet (AWGN).
4. ↑  Natur teilweise nach dem Layer Geschützte Biotope.
5. ↑  Einzugsgebiet abgemessen auf dem Hintergrundlayer Topographische Karte.
6. ↑  Höhe nach grauer Beschriftung auf dem Hintergrundlayer Topographische Karte.
7. ↑  Länge abgemessen auf dem Hintergrundlayer Topographische Karte.
8. ↑  Schutzgebiet nach dem einschlägigen Layer.

### Andere Belege
1. ↑  Abfluss-BW: Modellierte Abflusswerte an der Mündung
2. ↑  Wolf-Dieter Sick: Geographische Landesaufnahme: Die naturräumlichen Einheiten auf Blatt 162 Rothenburg o. d. Tauber. Bundesanstalt für Landeskunde, Bad Godesberg 1962. → Online-Karte (PDF; 4,7 MB)
3. ↑  Höhe nach schwarzer Beschriftung auf dem Layer WMS LGL-BW Topographische Freizeitkarte 1:25.000 auf: Geoportal Baden-Württemberg (Hinweise)
4. ↑  Geologie nach den Layern zu Geologische Karte 1:50.000 auf: Mapserver des Landesamtes für Geologie, Rohstoffe und Bergbau (LGRB) (Hinweise)